# Cuomo Prime Time
Cuomo Prime Time war eine US-amerikanische politische Talkshow des Senders CNN, ursprünglich mit dem Moderator Chris Cuomo. Am 4. Dezember 2021 wurde Cuomo fristlos entlassen und durch Michael Smerconis ersetzt.
Die Sendung wurde im August 2017 für eine Woche in der Abwesenheit von Anderson Cooper und dem Ausfall seiner Sendung Anderson Cooper 360° getestet. Im Januar 2018 lief sie für die Dauer eines Monats, bevor sie ab dem 4. Juni 2018 einen festen Sendeplatz bekam. Dafür wurde Anderson Coopers bislang zweistündige Sendung auf eine Stunde gekürzt und Cuomo Prime Time gegen die Meinungssendungen der konkurrierenden Sender platziert. Beim Fox News Channel verteidigt Hannity die Politik der Republikanischen Partei und bei MSNBC The Rachel Maddow Show die der Demokratischen Partei, während Cuomo Prime Time als unabhängig positioniert wurde. Zum Start seiner Sendung äußerte sich Cuomo voller Respekt für den Erfolg der konkurrierenden Programme, kritisierte allerdings deren parteiische Aufbereitung der Nachrichtenlage.